# The Barbra Streisand Album
The Barbra Streisand Album — дебютный студийный альбом американской певицы Барбры Стрейзанд, вышедший в феврале 1963 года на лейбле Columbia Records. Альбом занял девятое место в чарте Billboard 200 и был сертифицирован как золотой. Он полностью состоит из кавер-версий песен, которые ранее уже кем-либо публиковались.
Альбом получил две награды на шестой церемонии вручения наград «Грэмми» в категориях «Альбом года» и «Лучшее женское вокальное поп-исполнение». В 2006 году был включён в Зал славы премии «Грэмми».

## История создания

### Первые записи
Самая ранняя известная запись Барбры Стрейзанд была сделана, когда ей было тринадцать лет в 1955 году. Её мать заплатила за студийную сессию в студии звукозаписи Nola Recording Studios в Нью-Йорке. Барбра вспоминала это в вводной сцене её концерта Timeless в 2000 году. Стрейзанд спела две песни: «Zing! Went the Strings of My Heart» и «You’ll Never Know». Последняя была включена в её бокс-сет 1991 года Just for the Record…, «Zing! Went the Strings of My Heart» официально никогда не издавалась.
Первая официальная запись Барбры для лейбла, песня «Miss Marmelstein», появилась в альбоме-саундтреке мюзикла «Я могу достать вам это по оптовой цене».

### Поиски лейбла
После того, как Мартин Эрлихман встретил Барбру Стрейзанд в 1961 и стал её менеджером, он постоянно пытался заполучить контракт для своей талантливой клиентки с крупным лейблом. Эрлихман сказал автору Джеймсу Спаде: «Все говорили: „У неё красивый голос, но это — больше Бродвей, чем лонгплеи, и, конечно, голос и её материал не то, что будет покупаться в наше время. Мы не думаем, что она сможет продавать записи“».

#### Студия Fine, 1961
В 1961 Барбра записала демо на студии Fine Recording Inc., 118 West 57th Street, Нью-Йорк. Наиболее вероятно это была сессия, которую устроил Марти Эрлихман, чтобы иметь хоть какие-то записи Стрейзанд, которые он мог бы дать потенциальным звукозаписывающим компаниям. На одной стороне была «Have I Stayed Too Long at the Fair», на обратной «Come to the Supermarket (in Old Peking)» с неизвестным трио на бэк-вокале.

#### Демо RCA, 1962
В марте 1962 Стрейзанд прослушивалась для RCA Records, записав девять песен. Марти Голд аккомпанировал Барбре на фортепиано. Во время сессии были записаны песни: «A Sleepin’ Bee», «Have I Stayed Too Long at the Fair», «When the Sun Comes Out», «A Taste of Honey», «At the Codfish Ball», «Lover, Come Back to Me», «Bewitched», «I Had Myself a True Love» и «Soon It’s Gonna Rain». Позже песни будут перезаписаны для других альбомов. В настоящее время эти демо доступны для стриминга на цифровых площадках.

### Контракт с Columbia Records
Тяжёлая работа Барбры и Марти окупились, когда Стрейзанд с Годдаром Либерсоном, президентом Columbia Records, поставили подпись на контракте 1 октября 1962. Первоначально, он не хотел подписывать контракт со Стрейзанд, считая её стиль слишком близким к певцам кабаре, которых он не любил, и слишком далекой от Джо Стаффорд или Розмари Клуни, которые записывались на лейбле в 1950-х. После успеха телевизионного интервью Стрейзанд с Майком Уоллесом на шоу PM East/PM West и под давлением партнёров, Либерсон смягчился и согласился заключить контракт с ней. В Just For the Record…, Стрейзанд рассказала:
«Самой важной вещью в том первом контракте — фактически, вещь, которую мы требовали — было уникальное придаточное предложение, дающее мне право выбирать свой собственный материал. Это была единственная вещь, о которой я действительно беспокоилась. Я все ещё находилась под большим давлением лейбла, включая некоторые популярные хиты в свой первый альбом, но я выбирала песни, которые действительно значили что-то для меня».
С того момента до сегодняшнего дня, Барбра записывается на Columbia.
«Когда я прошла прослушивание у Годдара Либерсона», рассказывала Стрейзанд в 1964 году, «он сказал, что я не смогу продавать альбомы, что я была слишком специфичная и что я буду популярной только у малочисленной публики. Но первый альбом успешно показал себя, а второй повторил успех первого. Все были удивлены. Но я всегда знала, что это произойдет. Люди были готовы ко мне».

#### Запись
Майк Берникер, который был продюсером этого и несколько других ранних альбомов Стрейзанд, сказал, «Она работает интуитивно. У неё есть чувство справедливости. И её убеждения мотивированы самым лучшим видом вкусовых рецепторов. Но она действует интуитивно в выборе материала и своем ощущении его».
Стрейзанд и Майк Берникер закончили запись альбома за три дня: 23, 24 и 25 января 1963 года, затратив $18 000. Единственная записанная не вошедшая в альбом — «Bewitched, Bothered and Bewildered». Стрейзанд и Берникер записывали песню в два дня (включая более позднюю сессию 29 января). Они исключили её из альбома, но песня позже появилась в The Third Album с аранжировкой Питера Дэниэлса.

#### Обложка
Стрейзанд сделала себя имя, выступав в ночном клубе «Bon Soir» в Нью-Йорке. Её продюсер Майк Берникер привел команду в клуб, чтобы сделать запись для концертного альбома, аккомпанировал ей только пианист Питер Дэниэлс. Выпуск этих записей был впоследствии отменён, хотя фотография с обложки альбома была снята во время этого выступления. Барбра Стрейзанд выбрала шрифт Century Italic для обложки альбома, который позже использовался на 19 других обложках альбомов Барбры.

## Релиз
| Оценки критиков               | Оценки критиков |
| Источник                      | Оценка          |
| ----------------------------- | --------------- |
| AllMusic                      | [ 7 ]           |
| Cashbox                       | без оценки      |
| Encyclopedia of Popular Music | [ 9 ]           |

Альбом дебютировал в чарте Billboard Top LPs 13 апреля 1963 года и в итоге достиг девятой строчки, в общей сложности пластинка провела в чарте 101 неделю. В октябре 1964 он был сертифицирован как золотой.
«Happy Days Are Here Again» — была выпущена как первый сингл альбома с бисайдом «When the Sun Comes Out», но в чарт сингл не попал.
В 1964 году The Barbra Streisand Album получил три награды «Грэмми» в категориях «Альбом года»,  «Лучшее женское вокальное поп-исполнение» и «Лучшая обложка альбома»; песня «Happy Days Are Here Again» также номинировалась как «Запись года». В 2006 году был включён в Зал славы премии «Грэмми».

## Список композиций
| №  | Название                            | Автор(ы)                    | Длительность |
| -- | ----------------------------------- | --------------------------- | ------------ |
| 1. | «Cry Me A River»                    | Артур Гамильтон             | 3:37         |
| 2. | «My Honey’s Lovin’ Arms»            | Джозеф Майер, Гарри Руби    | 2:14         |
| 3. | «I’ll Tell the Man in the Street»   | Лоренц Харт, Ричард Роджерс | 3:09         |
| 4. | «A Taste of Honey»                  | Рик Марлоу, Бобби Скотт     | 2:51         |
| 5. | «Who’s Afraid of the Big Bad Wolf?» | Фрэнка Черчилль, Энн Ронелл | 2:35         |
| 6. | «Soon It’s Gonna Rain»              | Том Джонс, Харви Шмидт      | 3:44         |

| №  | Название                                | Автор(ы)                     | Длительность |
| -- | --------------------------------------- | ---------------------------- | ------------ |
| 1. | «Happy Days Are Here Again»             | Мильтон Эгер, Джек Йеллен    | 3:04         |
| 2. | «Keepin’ Out of Mischief Now»           | Энди Разаф, Фэтс Уоллер      | 2:11         |
| 3. | «Much More»                             | Том Джонс, Харви Шмидт       | 3:02         |
| 4. | «Come to the Supermarket in Old Peking» | Коул Портер                  | 1:56         |
| 5. | «A Sleepin’ Bee»                        | Гарольд Арлен, Труман Капоте | 4:21         |

## Позиции в хит-парадах
Еженедельные чарты:
| Хит-парад (1963)              | Высшая позиция |
| ----------------------------- | -------------- |
| Австралия (Kent Music Report) | 6              |
| США (Billboard 200)           | 9              |

## Сертификации и продажи
| Регион | Сертификация | Продажи  |
| --- | ------------ | -------- |
| США (RIAA) | Золотой      | 500 000^ |
| * Данные о продажах приведены только на основе сертификации. ^ Данные о тиражах приведены только на основе сертификации. |              |          |